# Rombicosidodecaedro disminuido
En geometría, el rombicosidodecaedro disminuido es uno de los sólidos de Johnson (J76).
Puede construirse a partir de un rombicosidodecaedro al que se ha quitado una cúpula pentagonal.
Los 92 sólidos de Johnson fueron nombrados y descritos por Norman Johnson en 1966.